# Juan Manuel Carbajal Hernández
Juan Manuel Carbajal Hernández (Chalco de Díaz Covarrubias, Estado de México, 1 de marzo de 1964 - Amecameca, Estado de México, 3 o 4 de abril de 2019) fue un político mexicano, afiliado al Partido Revolucionario Institucional (PRI).
Fue diputado federal y alcalde de Chalco de Díaz Covarrubias, Estado de México.

## Biografía
En las elecciones generales de 2012 fue electo a la Cámara de Diputados para representar al 
Distrito 33 del Estado de México durante el 62º período de sesiones del Congreso de la Unión. También se desempeñó en dos periodos (2009-2012 y 2016-2018) como presidente municipal de Chalco de Díaz Covarrubias.
Carbajal Hernández fue secuestrado de su casa en Tlalmanalco el 3 de abril de 2019 por un grupo de hombres armados que vestían uniformes de la Policía Federal. Él fue encontrado muerto a tiros en una carretera cerca de Amecameca, Estado de México, al día siguiente.